# Добротворно друштво Незаштићена мајка и дете
Добротворно друштво Незаштићена мајка и дете основала је Дара Павловић, телефонисткиња Француско-српске банке. Циљ друштва био да се побољша положај жена и девојака, као и самохраних мајки, али у смислу одношења мушкараца према њима.

## Мисија друштва
Друштво је вршило пропаганду за брачну заједницу, као и за одређена морална начела којих мушкарци треба да се држе у односу према женама. Дара Павловић, која је била самохрана мајка, је са другим женама основала ово друштво 28. августа 1938. године. У ову организацију нису ушле само самохране (ванбрачне) мајке, већ и жене које су биле у браку, али које су осећале неправду чињену ванбрачној деци. Циљ свих њих био је да се положај ове деце побољша, као и положај жена генерално. Значка, односно симбол друштва било је срце црвене боје са сломљеном љубичицом у њему.
У том периоду радило се и на доношењу новог Грађанског законика у Југославији у коме је требало да се регулишу материјални и морални односи девојке према мушкарцу, жене према човеку, мајке према оцу, родитеља према деци, деце према старијима и тако даље. Једно од горућих питања био је положај ванбрачне деце, о коме се расправљало и у новинама, брошурама и на јавним скуповима. Статистике су показивале да је свако четрнаесто дете у држави било ванбрачно, а сваки други мушкарац је имао ванбрачно дете. Друштво је радило на томе да се донесе закон, који ће ванбрачну децу изједначити у правима са оном рођеном у браку.
Било је доста случајева убиства и силовања девојака, који су прошли некажњено. Многе су жене извршавале самоубиство због чињенице да ће постати самохране мајке, а оне које су се одлучиле да роде ванбрачно дете биле су углавном обесправљене, као и њихово дете, а друштво их је неретко осуђивало и одбацивало. Непримерени коментари и добацивања на улици били су свакодневна појава, те су се многе жене плашиле за своју и безбедност својих ћерки. Друштво је радило на томе да се женама и самохраним мајкама укаже помоћ, јер тадашњи закони нису штитили и нису прибављали девојци, жени и мајци пажњу, поштовање и заштиту, за разлику од мушкараца.

## Активности друштва
Друштво је основало и своју радионицу за шивење у улици Вука Караџића у Београду, у којој је радило са мајкама и њиховом децом. Ту се шила војна одећа, а ускоро је почела сарадња и са Унијом за заштиту деце. Поред тога, ту се радило и на стварању Задруге материнства. Свака ванбрачна мајка, као радница у вези са том задругом није више ни радница, нити пак штићеница, већ члан, како самог удружења, тако и задруге. Када она заради за Друштво сто динара, сто динара су од зараде њени, које она може подићи када не буде више желела да буде задругар. Иста зарада од сто динара, коју она ужива за своју удеоницу, заводи јој се у чланску књижицу, док друштво не буде у могућности да протоколише своју Задругу и одштампа своје удеонице. Ово је све зависило од времена и броја задругара, као и од предвиђеног капитала. Само удружење је на тај начин добијало материјалну корист, као и јаку моралну подршку за све мајке.